# James Thomas Lynn
Pour les articles homonymes, voir Lynn.
James Thomas Lynn, né le 27 février 1927 à Cleveland (Ohio) et mort le 6 décembre 2010  à Bethesda (Maryland), est un homme politique américain. Membre du Parti républicain, il est secrétaire au Logement et au Développement urbain entre 1973 et 1975 dans l'administration du président Gerald Ford.

## Biographie
Il fit ses études à l'université Case Western Reserve et à la Faculté de droit de Harvard.
Le 2 février 1973 il devient secrétaire au Logement et au Développement urbain des États-Unis jusqu'en 1975. Sous la présidence de Gerald Ford, il est également directeur du Bureau de la gestion et du budget entre 1975 et 1977.